# Ерік Скоглунд
Ерік Скоглунд (швед. Erik Skoglund; 24 травня 1991, Седертельє, Стокгольм) — шведський професійний боксер.

## Аматорська кар'єра
Ерік Скоглунд займався боксом з одинадцяти років. Був чемпіоном Швеції серед юніорів та молоді. 2009 року став чемпіоном Швеції у напівважкій вазі.
Брав участь в чемпіонатах світу 2006 та 2007 серед юніорів та молодіжному чемпіонаті світу 2008.

## Професіональна кар'єра
2010 року у віці 18 років Скоглунд перейшов до професійного боксу.
13 квітня 2013 року переміг англійця Люка Блекледжа і став молодіжним чемпіоном світу за версією WBC у напівважкій вазі.
19 жовтня 2013 року в бою проти Лоленги Моки (Данія) завоював титул чемпіона Європейського Союзу. 2014 року завоював також титул інтерконтинентального чемпіона за версією IBF.
23 квітня 2016 року переміг Ріно Лібенберга (ПАР) і завоював титул інтернаціонального чемпіона за версією IBO, а 9 грудня переміг австрійця Тімо Шала і завоював титул інтернаціонального чемпіона за версією WBA.
У липні 2017 року Скоглунд зареєструвався для участі у Всесвітній боксерській суперсерії у другій середній вазі.
16 вересня 2017 року у Ліверпулі відбувся чвертьфінальний поєдинок Ерік Скоглунд — Каллум Сміт (Велика Британія). На кону поєдинку був титул WBC Diamond у другій середній вазі. Бій закінчився перемогою Каллума Сміта одностайним рішенням. Скоглунд зазнав першої поразки.
В середині грудня 2017 року під час підготовки до наступного бою Скоглунд був госпіталізований через погане самопочуття, в лікарні у нього діагностували крововилив у мозок і прооперували. Після виведення з медикаментозної коми він пройшов тривалу реабілітацію, повернувшись тільки до фітнес-тренувань.